# Chokri Omar Hanachi
Chokri Omar Hanachi ou Chokri Omar Hannachi, né à Tunis, est un chanteur et compositeur tunisien.
Il a collaboré avec plusieurs artistes et compositeurs tunisiens, notamment Hatem Guizani.
Parmi ses chansons figurent :
- La la Wallah[1] ;
- Baayounek[2]
- Ya Leïla[3].

Chokri Omar Hanachi participe à plusieurs festivals et cérémonies en Tunisie,,, notamment le Festival international de Carthage.
Il est l'un des fondateurs du syndicat tunisien des musiciens et a été secrétaire général du syndicat des chanteurs professionnels.
Il est le frère de l'interprète Abdelwaheb Hanachi, du réalisateur Tawfik Hanachi et de la musicienne Zakïa Hanachi.